# Metal Gear Rising: Revengeance
Metal Gear Rising: Revengeance (メタルギア ライジング リベンジェンス Metaru Gia Raijingu: Ribenjensu?), anteriormente conocido como Metal Gear Solid: Rising, es un videojuego de acción perteneciente a la serie de videojuegos Metal Gear de Konami. El juego fue anunciado en la conferencia de prensa de Microsoft en la E3 en el año 2009, y está disponible para las plataformas PlayStation 3, Xbox 360 y PC. La línea de juego previa de la serie, "Tactical Espionage Action" (Acción de Espionaje Táctico), es reemplazada ahora por "Lightning Bolt Action", para corresponder con el nuevo protagonista, Raiden; la palabra raiden significa, en japonés, "rayo y trueno". Este capítulo, Rising, es una secuela del Metal Gear Solid 4: Guns of the Patriots.

## Estilo de juego
Los jugadores asumen el control de Raiden, protagonista de Metal Gear Solid 2: Sons of Liberty y personaje secundario de Metal Gear Solid 4: Guns of the Patriots. Como en los títulos previos, Metal Gear Rising: Revengeance es un juego de acción de sigilo, y el productor creativo Shingenobu Matsuyama indica que el modo de juego se enfocará en dos elementos claves: el ataque con espadas, y un estilo de sigilo que está más basado en la inclusión en el campo de batalla y orientado más a la acción que las entregas anteriores del videojuego y una nueva arma la espada.
Un elemento clave del modo de juego es denominado zan-datsu (del japonés, literalmente "cortar y tomar"), el cual involucra "cortar" a los enemigos y "tomar" partes de los cuerpos desmembrados de cyborgs y robots.
Los elementos que pueden ser adquiridos incluyen vida, energía, partes, munición, equipamiento y, ocasionalmente, información. Por ejemplo, en el tráiler presentado en la E3 de 2010, Raiden sostiene una batería - en forma de una espina mecánica luminiscente - de parte de un cyborg enemigo desmembrado; la cual destruye luego de absorber su energía y curarse a sí mismo.
El "corte" involucra un sofisticado juego con espada que permite a los jugadores entrar en el combate cuerpo a cuerpo de tercera persona, así como también atravesar enemigos y objetos de manera precisa "a discreción" a lo largo de un plano geométrico usando el modo "free slicing" (rebanado libre). Virtualmente casi cualquier objeto en el juego puede ser cortado, incluyendo vehículos y enemigos, sin embargo, ciertos elementos del entorno fueron limitados intencionalmente para facilitar el juego, como bases de estructuras; Pilares y paredes. El modo 'free slicing' es similar a cualquier otro modo de apuntar a objetivos en entregas anteriores de Metal Gear Solid, pero produce una retícula de objetivo especial en forma de un plano azul translúcido el cual puede ser rotado y movido, trazando líneas naranja a través de superficies u objetos para indicar exactamente dónde serán cortados; puede ser también usado en el estado 'bullet time', dándole a los jugadores la oportunidad de atravesar objetivos con precisión durante los momentos de acción, así como también rebanar un objetivo que está cayendo desde múltiples ángulos antes de que golpee el suelo. Estas características pueden ser empleadas estratégicamente, por ejemplo, para desactivar oponentes, buscar puntos débiles en armaduras, dañar columnas de soporte para hacer colapsar techos o paredes sobre los enemigos, repeler o desviar el fuego enemigo, o cortar a través de objetos para remover la cubierta enemiga. Esto es particularmente importante en el enfrentamiento contra cyborgs y robots, a la vez que cortar a través de diferentes regiones de sus cuerpos permitirá tomar diferentes partes mecánicas de los mismos. Aunque el arma principal de Raiden será su espada de alta frecuencia, también tendrá “armas secundarias”, reveló Kimura; imágenes del juego muestran brevemente a Raiden empuñando una daga en su mano izquierda.
Los elementos de sigilo del juego recalcarán la considerable velocidad y agilidad de Raiden en lo que Matsuyama describe como “caza furtiva.” A diferencia de la “espera furtiva” de los títulos anteriores, en los cuales los jugadores se mantenían escondidos y evitaban el combate, los jugadores en Metal Gear Rising: Revengeance, en cambio, saltarán rápidamente hacia sus enemigos y usarán maniobras acrobáticas para estar fuera del campo de visión mientras se acercan. Eso se vincula con la característica zan-datsu del juego, permitiéndole a los jugadores acechar a los enemigos para obtener armas, equipamiento y energía.
El director Mineshi Kimura dejó claro que Rising podría continuar con la tradición de la serie de motivar a los jugadores a progresar el juego sin asesinar, señalando que hay una diferencia moral entre atacar a los cyborgs o robots y atacar a los seres humanos, y que hay una “cierta virtud de simplemente desactivar a los enemigos en vez de matarlos.” Entretanto fue considerado importante dar a los jugadores la libertad de hacer lo que deseen, Matsuyama indicó que los jugadores no podrán nunca ser premiados por matar a oponentes humanos y que el juego fue diseñado de tal manera que los jugadores nunca estén obligados a hacerlo.

## Sinopsis
El juego tiene lugar en 2018, 4 años después de los acontecimientos de Guns of the Patriots.  El protagonista es Raiden, el mismo cyborg de Guns of the Patriots que trabaja para las empresas Maverick PMC con el fin de recaudar dinero para su familia (es decir, su esposa Rosemary, y su hijo John). Los desarrolladores declararon que si bien Raiden "ha crecido" en comparación con los anteriores juegos de Metal Gear, él todavía está en conflicto con su vida como niño soldado en Liberia, que lo llevó a ser un "héroe oscuro" que "crece como un personaje y se desarrolla como persona ". Él es ayudado por miembros de la Seguridad del Maverick, incluyendo un ruso llamado Boris Pointman (ボリス, Borisu) que se comunica con él a través de Codec. Él es acompañado por Kevin Washington, consejero militar, Courtney Collin, una analista de datos, y Doktor (ドクトル), un experto en mantenimiento responsable de la nueva entidad de Raiden. De regreso de Guns of the Patriots es Sunny, donde ella actuará como un personaje "secreto".
Los miembros de un rival PMC, Desperado Enterprises, son los antagonistas principales. Uno de sus agentes, Samuel Rodríguez (サムエル · ホドリゲス, Samueru Hodorigesu) Sirve como rival de Raiden con una conversación entre los dos en el inicio influye a Raiden. Rodríguez es asistido por un trío llamado "Winds of Destruction". Lo conforman Sundowner líder virtual de Desperado Enterprises (サン ダウナー, Sandauna), Un avanzado cyborg spadachín, Mistral (ミストラル, Misutoraru), Un cyborg femenino que posee múltiples brazos y empuña un látigo/alabarda como arma, y Moonson(モンスーン), un ninja con partes del cuerpo segmentado que usa como arma principal un cuchillo Sai con electromagnetismo el cual usado apuñala al objetivo a j. Un robot cuadrúpedo llamado LQ-84i, también conocido como Wolf, jugará un papel importante en la trama como enemigo de Raiden y aliado eventual. Además , "una conversación filtrada" subido en uno de los sitios de marketing viral para Rising ", waronourshores.com ", implica que un senador de Denver, Colorado y candidato presidencial potencial, Steven Armstrong, estuvo muy involucrado en las actividades de Desperado Enterprises. El juego no es parte de la serie Metal Gear Solid,y Hideo Kojima ya había dicho anteriormente que no estuvo involucrado en el desarrollo del juego, por lo tanto se lo considera "no canon".
Metal Gear series
cronología de ficción
- 1964 – Metal Gear Solid 3: Snake Eater (PS2, HD Collection)
- 1970 – Metal Gear Solid: Portable Ops (PSP)
- 1974 – Metal Gear Solid: Peace Walker (PSP, HD Collection)
- 1975 – Metal Gear Solid V (Prólogo): Ground Zeroes (PC, PS3, PS4, XBOX360, XBOXONE)
- 1984 – Metal Gear Solid V: The Phantom Pain (PC, PS3, PS4, XBOX360, XBOXONE)
- 1995 – Metal Gear (MSX2, NES, PS2 (MGS3), HD Collection)
- 1999 – Metal Gear 2: Solid Snake (MSX2, NES (Snake's Revenge), PS2 (MGS3), HD Collection)
- 2005 – Metal Gear Solid (PS), Metal Gear Solid: The Twin Snakes (GC)
- 2007 – Metal Gear Solid 2: Sons of Liberty (Cap. 1 -Capítulo del Tanker-) (PS2 / HD Collection)
- 2009 – Metal Gear Solid 2: Sons of Liberty (Cap. 2 - Capítulo de la planta) (PS2 / HD Collection)
- 2014 – Metal Gear Solid 4: Guns of the Patriots (PS3, MGS: The Legacy Collection)
- 2018 – Metal Gear Rising: Revengeance (PS3, XBOX360, PC)

## Desarrollo
El juego fue inicialmente anunciado durante la presentación de apertura de Hideo Kojima en la Conferencia de Desarrolladores de Juegos (Game Developers Conference) de 2009 en San Francisco. Su presentación siguió el largo proceso de desarrollo de la franquicia Metal Gear hasta Metal Gear Solid: Guns of the Patriots y finalmente condujo hacia el futuro con la misión final titulada “El Siguiente MGS” (El próximo MGS) con el Cyborg Raiden de pie junto al título.
Previo a los anuncios del juego, Kojima Productions mostró un cronómetro de cuenta regresiva en su página web, anunciando que tendrían un tiempo atmosférico que cambiaría de nuboso a tener lluvias extremadamente fuertes con rayos y truenos, hasta el día que Rising fue anunciado, llevando a un tiempo soleado. Al finalizar la cuenta regresiva, el sitio web fue remplazado con una imagen de un muro de ladrillos destacando un gráfico de fondo de MGS: Rising.
El juego fue oficialmente anunciado en la E3 de 2009 durante la conferencia de prensa de Microsoft. Un tráiler introductorio fue lanzado por el director de la serie Hideo Kojima, a pesar de que éste serviría únicamente como productor ejecutivo para el juego. El juego fue inicialmente anunciado solo para Xbox 360 pero luego se confirmó su lanzamiento para las plataformas PlayStation 3 y Windows. De acuerdo con el podcast llamado “Kojima Productions Report” el juego usaría un nuevo motor de juego, en vez del motor de MGS4. Se anunció también que Kojima estaría involucrado con el juego pero no tendría un papel exhaustivo, como el papel que lo involucró 100% en MGS: Peace Walker para PlayStation Portable.
El diseño de la carátula para el juego fue filtrada en el servicio Xbox Live el 10 de junio, cuatro días antes de la E3 2010, pero fue rápidamente retirado y reemplazado por el logotipo oficial. Durante la conferencia de prensa de Microsoft de la E3 el 14 de junio Kojima introdujo al Jefe de Diseño del juego, Mineshi Kimura, quien desveló un nuevo tráiler que incluiría el concepto de zan-datsu (斬奪 literalmente “cortar y tomar”). En una entrevista subsiguiente con Famitsu, Kimura y el productor Shigenobu Matsuyama discutieron el nuevo estilo y los elementos del juego, así como también el tradicional sigilo y la premisa de “no matar” de la serie Metal Gear que serían mantenidos. Kimura y Matsuyama presentaron el tráiler de nuevo en la conferencia de prensa de Konami de la E3 el 16 de junio, luego subieron al escenario para clarificar la mecánica de “tomar” del juego y enfatizando nuevamente que el juego sí contendría elementos de sigilo. Kimura destacó que quería que Raiden pudiera moverse como lo hizo en los tráileres de MGS4, y que pudiera mostrar “el sigilo de la espada, la fortaleza para ni siquiera perder el arma, y el miedo y poder que otorgan tener su espada.”
Las preocupaciones aumentaron con respecto a las demostraciones de desmembramientos de humanos durante secuencias controladas por el jugador, una gran limitación para la organización japonesa encargada de la clasificación en estos casos (Computer Entertainment Rating Organization), la cual podría necesitar de censura en la salida del juego en Japón. Como resultado, la versión del tráiler de la E3 de 2010 disponible para la visualización en la página oficial japonesa tuvo ciertas escenas eliminadas.
En la TGS de 2010 Sony anunció que la versión de MGS: Rising para PS3 sería en 3D.
Durante los Video Game Awards de 2011 se desvelaron algunos datos nuevos sobre el desarrollo. Por ejemplo, que el desarrollo había pasado a manos de PlatinumGames, los autores del videojuego Bayonetta.

## Curiosidades
• Este videojuego de Metal Gear concluye la historia de la saga, cronológicamente hablando.
• Si llamamos a Kevin en ciertas partes del juego,  le preguntará a Raiden por qué se volvió ágil con las espadas y porque se apoda así, y Raiden le dirá que gracias al mismísimo Solid Snake, también le dirá que Snake ha sido el héroe de Outer Heaven (Metal Gear), la Isla de Zanzíbar (Metal Gear 2), y Shadow Moses (Metal Gear Solid), y que también salvó y ayudó a Raiden en el Incidente del Big Shell (Metal Gear Solid 2), y también Raiden le comenta sobre los sucesos que pasó en el 2014 en Guns of the Patriots donde allí se convirtió en el frío cyborg ninja que siguió siendo hasta entonces en Rising, solamente estuvo allí para salvar y proteger a Solid Snake de Los Patriots, para que no muriera por Los Patriots o por Liquid Ocelot, y luego comenta de que si Snake le escuchará a Raiden sobre todo eso, seguro que lo mataría, aunque eso nunca ocurre porque Snake murió en el 2015 debido a que él es un clon de Big Boss, y luego Kev se sorprende de lo impresionante que fue Solid Snake, y el legado que dejó.
• Algo similar ocurre cuando llamamos a Sunny, donde Raiden le pregunta a Sunny, de cómo se encuentra Otacon, y Sunny le dirá que se encuentra bien.